# Amanda Marcotte
Amanda Marie Marcotte (née le 2 septembre 1977) est une blogueuse américaine qui écrit sur le féminisme et la politique dans une perspective libérale. Elle écrit pour plusieurs publications en ligne, notamment Slate, The Guardian et Salon.com . 

## Jeunesse
Née à El Paso, au Texas, Amanda Marcotte grandit dans la petite ville d'Alpine, au Texas, dans la région de Trans-Pecos. Elle est diplômée summa cum laude de l'Université Saint Édouard d'Austin, au Texas, où elle obtient un diplôme en littérature anglaise. Vers 2004, elle commence à écrire pour le blog libéral Pandagon.net, puis plus tard pour Slate et The Guardian.

## Carrière
Le magazine Time décrit Amanda Marcotte comme "une voix franche de la gauche politique", écrivant « il y a un sentiment de bienveillance chez Marcotte, qui, contrairement à certains blogueurs vedettes, n'a pas peur d'analyser la politique avec ses lecteurs ». Le magazine a également décrit son blog comme "provocateur et blasphématoire". 
Au début de 2007, Amanda Marcotte fait plusieurs déclarations controversées sur son blog, en utilisant un langage vulgaire pour se référer à la doctrine catholique sur la conception virginale, et décrivant l'opposition de l'Église catholique au contrôle des naissances comme motivé par le désir de forcer les femmes à «supporter plus de catholiques payant la dîme»,,,. 
Depuis 2013, Amanda Marcotte blogue sur The Raw Story et contribue à Slate, The Guardian et Salon,. 
Marcotte a été conférencière au Skepticon, au South by Southwest, ainsi qu'au Women In Secularism 2 et SkepchickCON. Elle faisait auparavant partie du bureau des conférenciers de la Secular Student Alliance,,.

## Vie privée
Amanda Marcotte vit à Brooklyn, New York, avec son mari, Marc Faletti, un producteur qui est vice-président multimédia pour Rewire.News,.